# Anaconda (Walygator Grand Est)
Pour les articles homonymes, voir Anaconda (homonymie).
Anaconda est un parcours de montagnes russes en bois de Walygator Grand Est à Maizières-lès-Metz en Lorraine. Ouvertes le 9 mai 1989, elles sont construites par Spie d'après les plans de William Cobb pour le parc Big Bang Schtroumpf.

## Situation

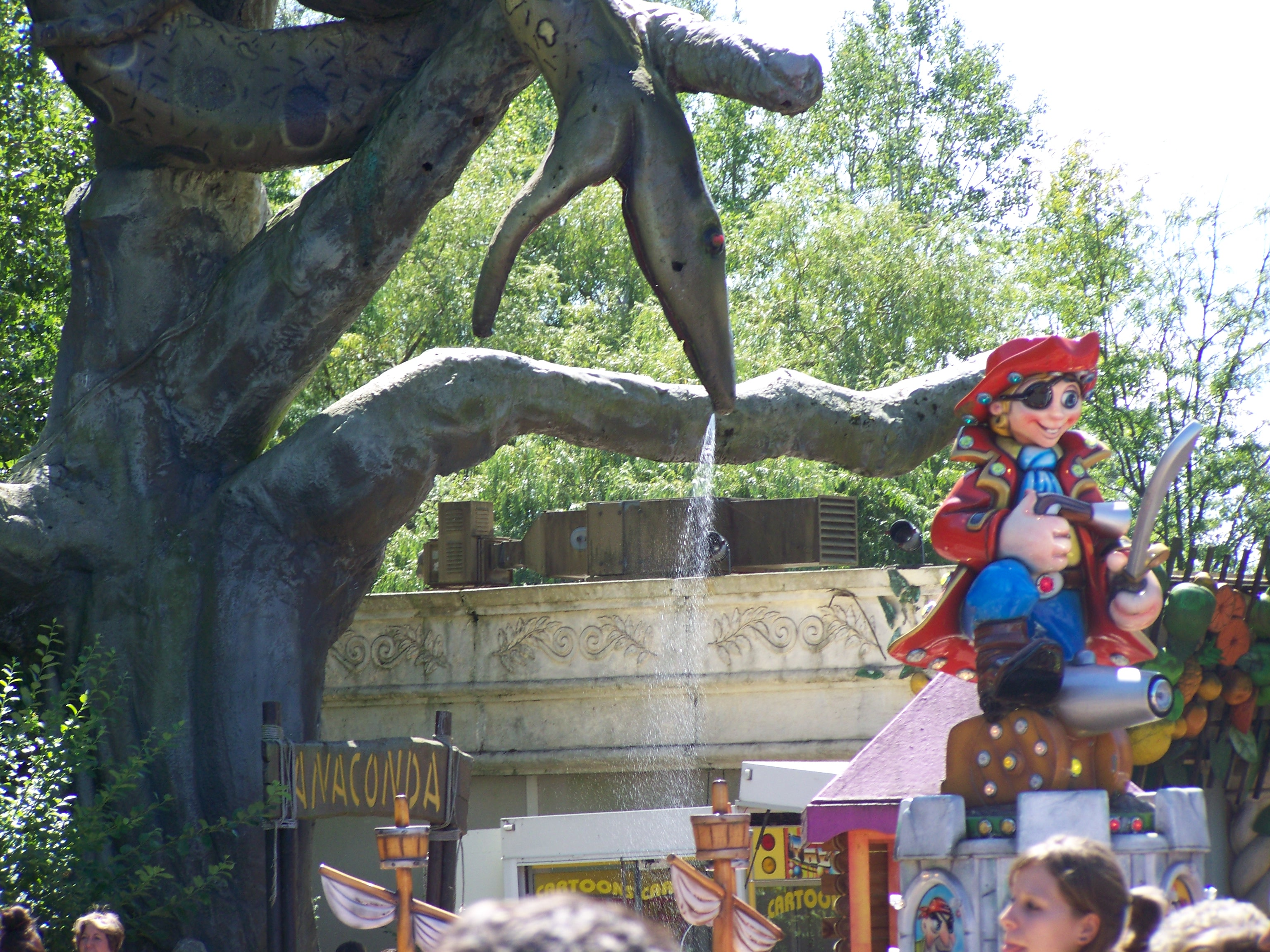
Décor à l'entrée de l'attraction.

Anaconda ouvre le 9 mai 1989 en même temps que le parc nommé à l'époque Big Bang Schtroumpf. L'attraction est située alors dans la zone "Le continent sauvage". Il est un temps envisagé que l'attraction s'appelle le "Diplodocus" ou "le Géant d'Europe" car cette dernière fût, à l'époque, la plus haute montagnes russes en bois d'Europe. Elle longe la partie est du parc.
Les montagnes russes sont construites par Spie, une entreprise qui n'est pas spécialisée dans le domaine des attractions. Le designer et ingénieur William Cobb signe les plans de l'attraction. Il est également l'auteur de ceux du "Monstre" ouvert en 1985 à La Ronde qui partage comme autres caractéristiques d'être des montagnes russes en bois et de proposer des trains D. H. Morgan Manufacturing.
L'entrée est signalée par la statue d'un anaconda enroulé dans un arbre. La file d'attente est constituée d'une allée en goudron, d'un escalier en bois et d'un plancher qui mène aux différentes portes d'embarquement. Le parc ajoute quelques décors (un bassin d'eau, de la végétation, des statues d'un anaconda, d'un tigre et d'un singe) dans les années 2020 juste avant les escaliers.

## Parcours et trains
Le train part par relâchement des freins et est attiré vers les rails, passant devant le rail de rentrée coulissant, virage en « S », « lift » de 32 m de haut, descente courbée à droite, remontée gauche, passage sur anti-retour, descente droite, passage sur anti-retour, descente gauche, virage droite, remontée, passage sous « Coupeur de tête », 3e remontée, descente droite, virage gauche, virage gauche, virage droite, entrée zone de freinage, entrée gare.
L'attraction dispose d'un train fabriqué par D. H. Morgan Manufacturing et composé de huit voitures présentant deux rangées de deux sièges sécurisés par des lap bars. Il peut donc accueillir théoriquement trente-deux passagers.
De 1989 à 2000, l'attraction possède deux trains fabriqués par D .H. Morgan Manufacturing, un rouge et un vert. Le nombre de train est ensuite réduit à un. Au milieu des années 2000, il est repeint en beige et passe au noir lors du changement du nom du site pour Walygator Parc en 2007. Lors du rachat du parc en 2013, la nouvelle direction ajoute du rose au train, tout en restant noir. En 2020, le train, toujours de couleur noir, obtient un nouveau relooking avec les yeux d'un serpent à l'avant du train et une touche de vert à la place du rose.

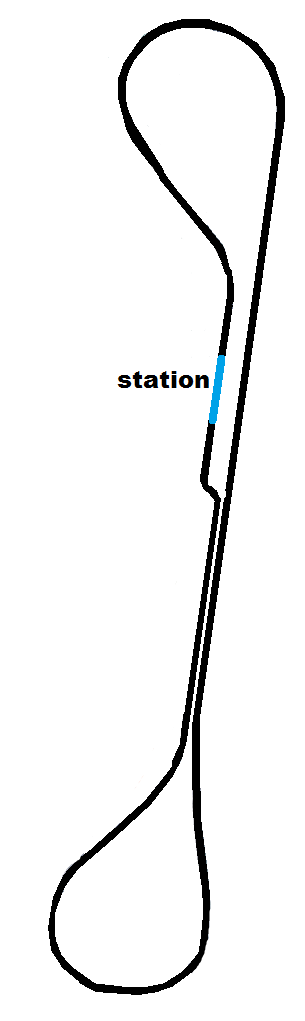
Le parcours
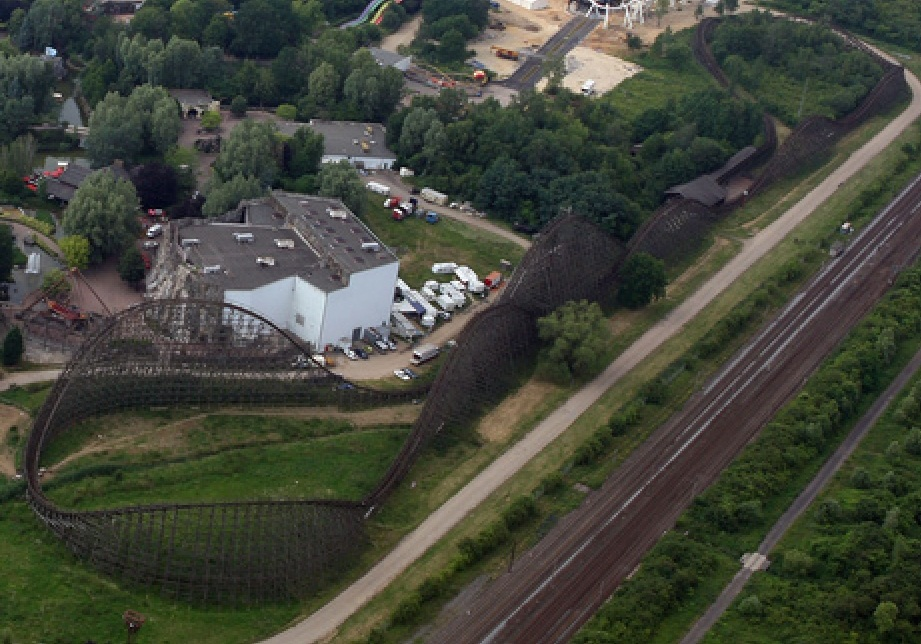
L'Anaconda vu du ciel
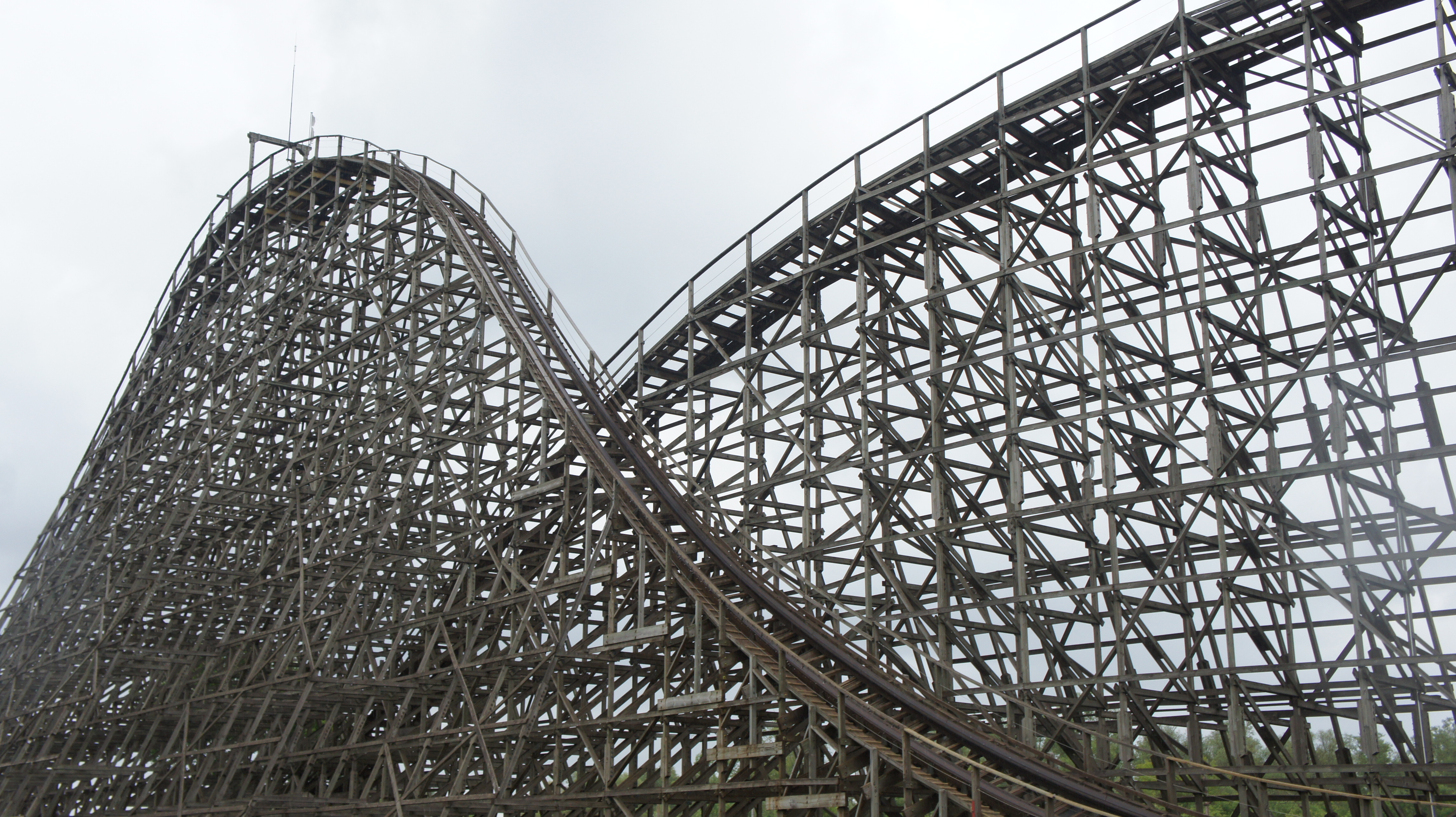
Vue de l'Anaconda côté SNCF
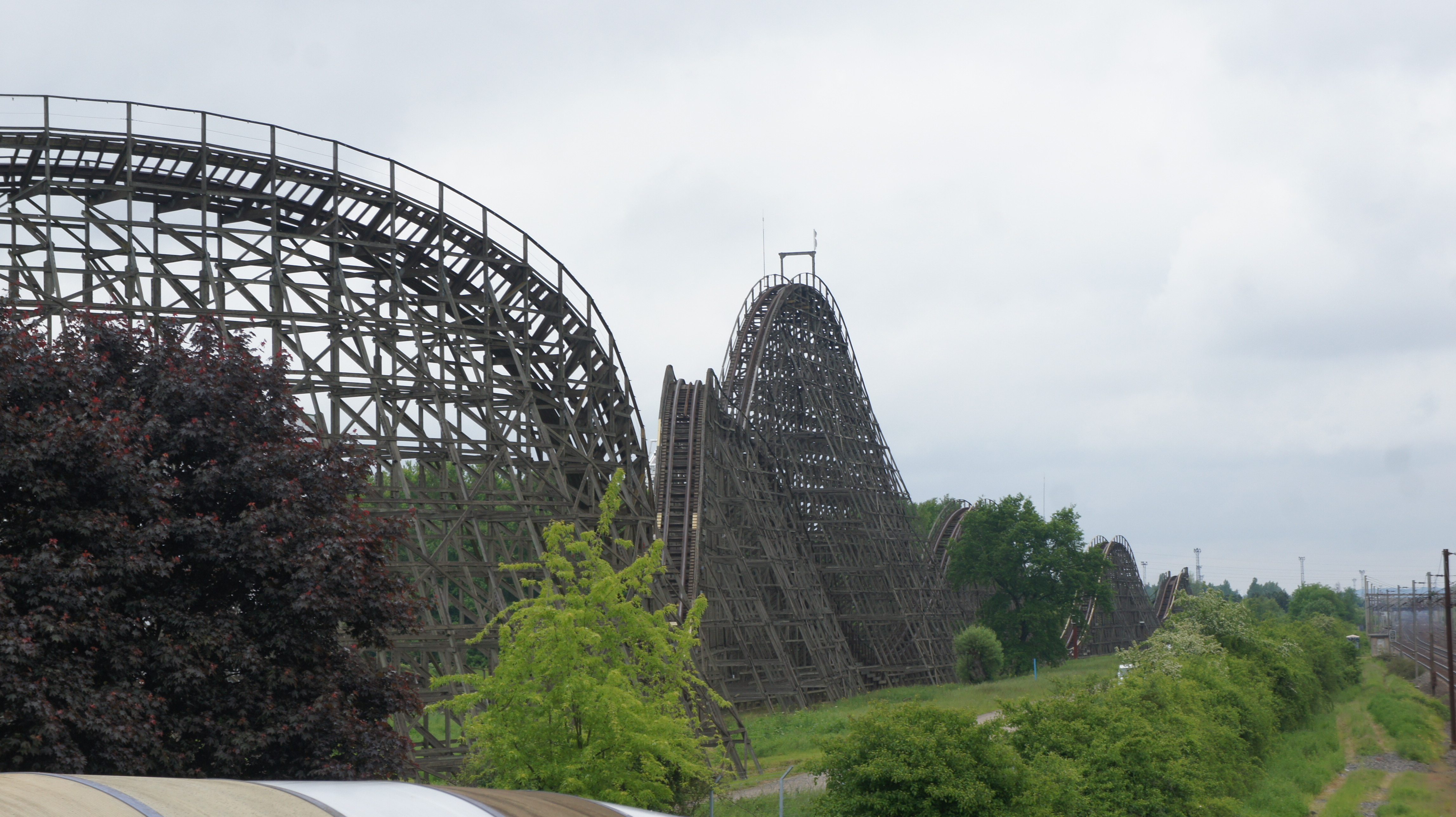
Vue de l'Anaconda côté parc
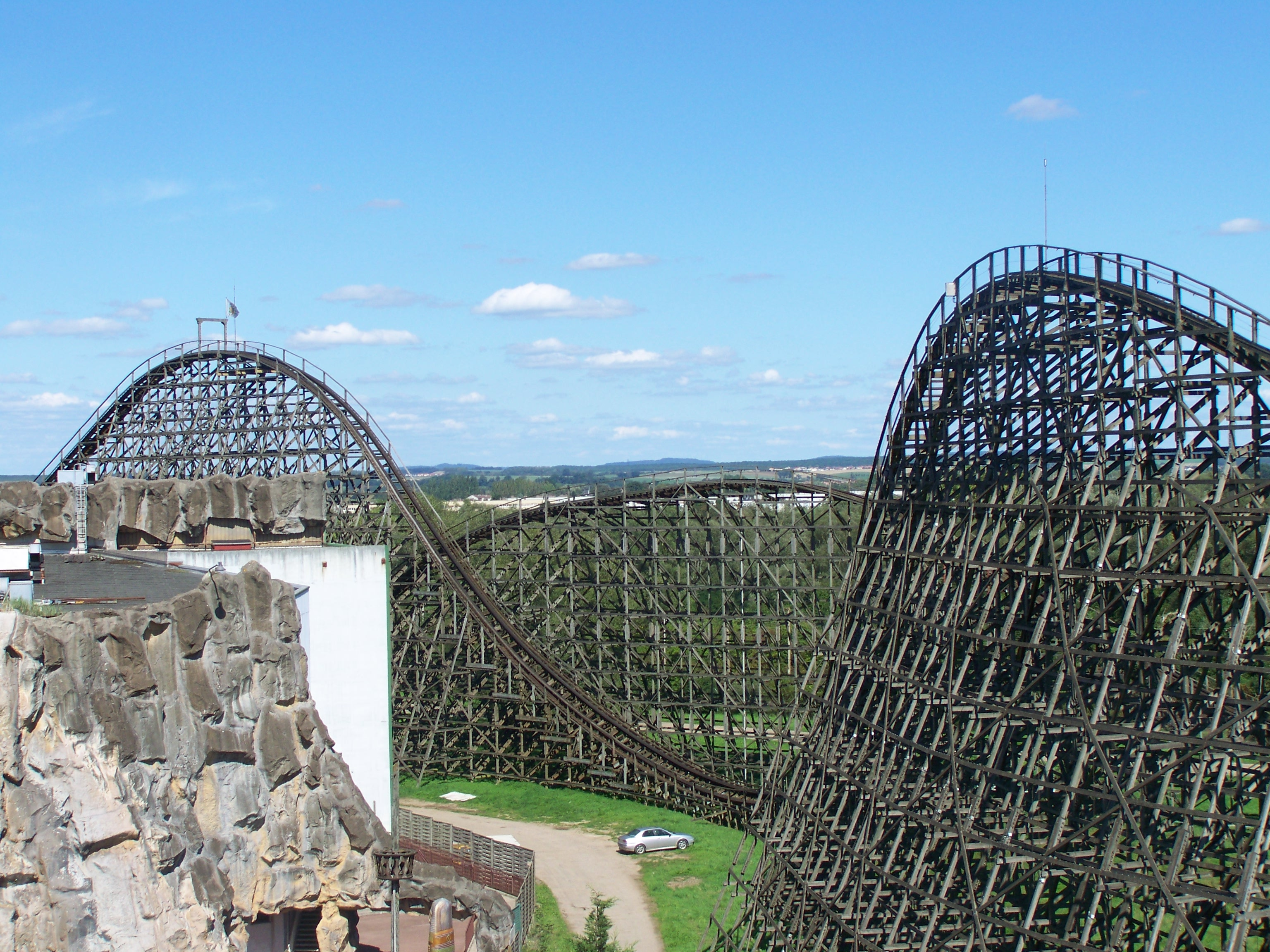
L'Anaconda

## Palmarès
Les montagnes russes Anaconda étaient les uniques montagnes russes en bois de France avant la construction de Tonnerre de Zeus au Parc Astérix en 1997. Elles étaient également les montagnes russes en bois les plus hautes d'Europe jusqu'à l'ouverture en 2001 de Colossos à Heide Park en Allemagne.
Avec ses 36 mètres de haut, l'attraction est le plus haut circuit de montagnes russes en bois de France et le 5e d'Europe. Mondialement, elle est classée 17e.
| Position | 107e | 95e | 120e | 130e | 125e | 117e | 154e | 155e | 168e | 158e | 171e | 175e | 180e |
| Sur      | 135  | 143 | 150  | 163  | 164  | 162  | 172  | 176  | 175  | 179  | 178  | 176  | 181  |

## Statistiques
- Longueur : 1 200 m
- Hauteur : 36 m
- Inversion : 0
- Durée : 2 min 10 s
- Volume du bois : 1 250 m3 de pin sylvestre, soit 35 000 pièces[12]
- Nombre de boulons : 80 000[12]

## Vitesse de l'Anaconda
La vitesse exacte de l'Anaconda est sujette à question. En effet, les dépliants du parc ont toujours annoncé une vitesse de 110 km/h, qui doit être la vitesse donnée par le constructeur,. Toutefois, cette vitesse est très certainement exagérée et doit avoisiner les 90 km/h quand on se base sur des montagnes russes en bois de taille équivalente.

## Dégradation et réparations

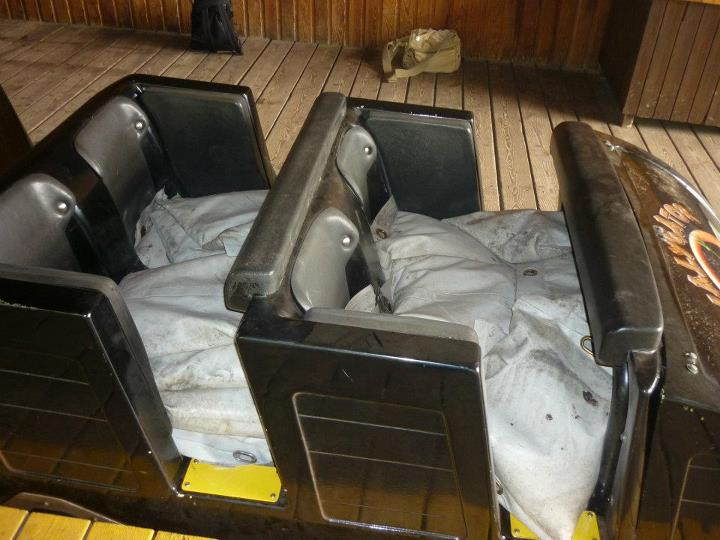
Le premier wagon en 2012.

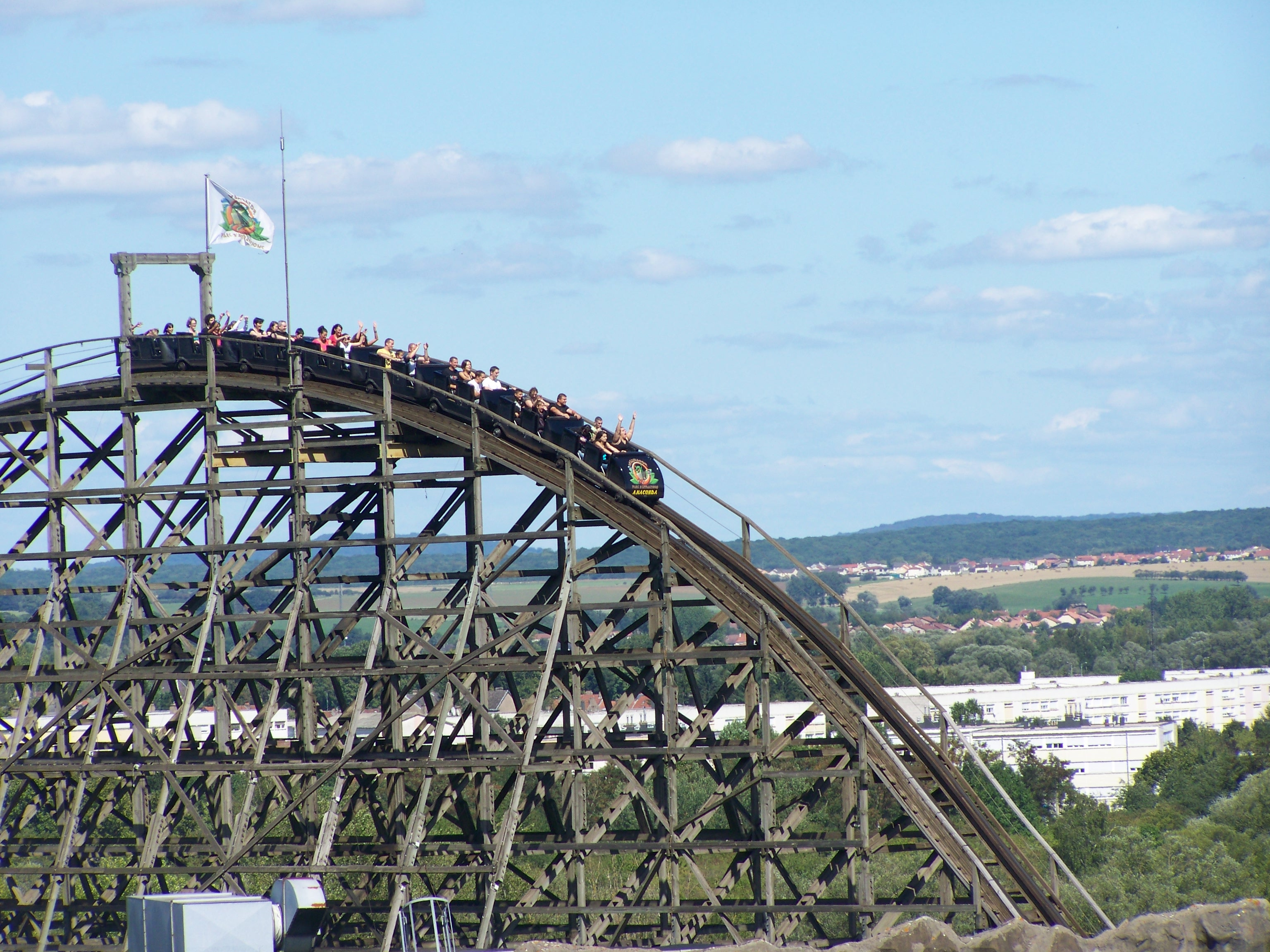
Première descente.

Dans les années 2010, le train ne peut terminer son parcours à vide pour cause d'usure, c'est pourquoi des sacs de sable sont disposés au fond de certains wagons, pour augmenter constamment le poids du train. De plus, suivant la température et le nombre de visiteurs attendus, le premier et le second wagons peuvent être condamnés et remplis de sacs afin d'éviter un arrêt sur la première bosse du circuit par manque de vitesse. Début 2013, le verdict tombe, l'attraction nécessite des travaux obligatoires (TÜV).
Pour pallier les problèmes de l'Anaconda, la nouvelle direction fait appel à l'entreprise spécialisée Great Coasters International pour retravailler l'attraction,.
Les travaux débutent le 6 mai 2013 et consistent en :
- remise en état des voies ;
- changement des roues ;
- alourdissement du train.

D'une durée de trois à quatre semaines, les travaux sont terminés pour l'ouverture du parc le 1er juin 2013. La direction de celui-ci précise que l'entreprise revient pour la seconde partie des travaux, durant la fermeture hivernale 2013-2014. Le circuit de montagnes russes en bois bénéficie encore de travaux durant les intersaisons 2014-2015 et 2015-2016. Malgré ces rénovations hivernales, l'attraction a besoin urgemment de travaux en 2016 et il est décidé de ne pas l'exploiter sur toute l'année. Pour pallier sa fermeture pendant la saison, le manège Air One Maxxx de type sicko du constructeur KMG est loué dès le début de l'été pour 200 000 euros pour compléter l'offre.